# Francos ripuarios
Los Francos ripuarios (en latín: Ripuari) (como en 'Ribera') o francos renanos fueron una rama de los francos que vivían a lo largo del curso medio del río Rin durante la época romana.

## Cultura
Dos dialectos germánicos, el Fráncico ripuario  y el Fráncico renano, mantienen los nombres heredados de este grupo de francos, pero son conceptos lingüísticos y establecidos sobre la base de criterios lingüísticos, y no sobre una base histórica. Toman prestado el nombre del grupo de francos establecidos en la región donde estos dialectos se hablan hoy en día.

### Mitología y religión
Las primitivas mitología y religión francas eran paganas y pertenecientes a las mitologías germánicas en su forma de ver la naturaleza. Sus creencias politeístas se cree que florecieron entre los francos hasta la conversión de Clodoveo I al cristianismo, después de que el paganismo se marchitara lentamente.

## Historia
El pueblo que finalmente será conocido como los Ripuarios probablemente estaba compuesto por miembros del ejército de los francos que fueron derrotados por el emperador Maximianus (260-313) en la batalla en Tréveris. Ellos comenzaron a poblar las regiones de Andernach, bajando por el Rin a lo largo del siglo V y tomando posesión de Colonia, donde ocuparon la orilla izquierda del Rin en la zona conocida como Germania Secunda, en la actual Renania del Norte-Westfalia (Alemania). Los ripuarios extendieron su dominio al sur del Rin (Worms y Espira) —de ahí viene el nombre de francos del Rin— y también se propagaron en la «Belgica Secunda», en zonas al sur tan alejadas como el río Mosela (Metz y Tréveris), aunque sin tomar esta última.
Los ripuarios aparecen en la historia escrita en la primera mitad del siglo VII, cuando recibieron sus propias leyes (Lex ripuaria) de los francos salios entonces dominantes.